# Thamnium schmidii
Thamnium schmidii là một loài Rêu trong họ Neckeraceae. Loài này được (Müll. Hal.) A. Jaeger miêu tả khoa học đầu tiên năm 1877.